# 털북숭이발저빌쥐
털북숭이발저빌쥐(Eligmodontia hirtipes)는 비단털쥐과에 속하는 설치류이다. 남아메리카 중부와 서부 지역에서 서식한다.

## 분류학
1902년 영국 동물학자 토마스(Oldfield Thomas)가 기술했다.

## 모식산지
모식산지는 볼리비아 오루로 주 푸포 호수 찰라파타해발 3,750m 지역이다.

## 계통 분류
모르간저빌쥐와 함께 한 분류군을 형성한다. 안데스저빌쥐의 이명으로 취급하기도 했지만, 분자생물학 연구 결과 별도의 종으로 밝혀졌다. 아종 자쿤다(E. h. Jacunda)는 아르헨티나 북서부(후후이 주 코치노카, 아브라 팜파) 지역에 알려져 있다.